# تپه مزرعه تاوه دشت ۲
تپه مزرعه تاوه دشت ۲ مربوط به دوران‌های تاریخی پس از اسلام است و در شهرستان قزوین، روستای گزگیر واقع شده و این اثر در تاریخ ۲۵ اسفند ۱۳۷۹ با شمارهٔ ثبت ۳۱۷۷ به‌عنوان یکی از آثار ملی ایران به ثبت رسیده است.